# Carlo Fontana
Carlo Fontana (Rancate, 22 aprile 1638 – Roma, 5 febbraio 1714) è stato un architetto, scultore e ingegnere italiano originario del territorio corrispondente all'odierno Canton Ticino.

## Biografia

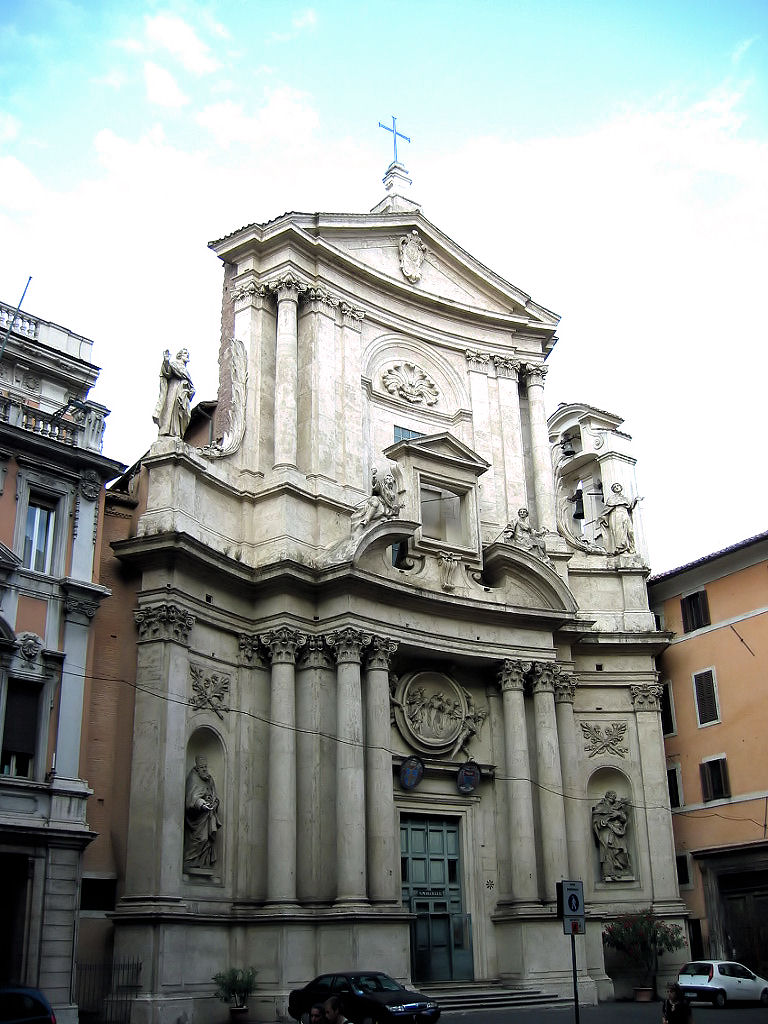
Facciata di San Marcello al Corso

Trasferitosi giovanissimo a Roma, Fontana studiò inizialmente con Pietro da Cortona e Carlo Rainaldi, per poi entrare nella cerchia di Gian Lorenzo Bernini, che fece di lui un collaboratore insostituibile per le sue conoscenze tecniche e per l'abilità nel disegno.
Architetto di buona capacità e di sicuro mestiere, Fontana divenne in seguito il genio ispiratore di tutto lo sviluppo costruttivo della Roma tra fine del XVII e XVIII secolo, caratterizzata, più che da grandi innovazioni, da una sorta di classicheggiante eclettismo che riuniva, stornandole dagli elementi più rivoluzionari, le maniere dei tre "grandi" del Seicento, Bernini, Borromini e Pietro da Cortona. Fontana fu anche un ottimo promotore dei propri progetti, che presentò sempre corredati da stampe e volumi illustrativi, come il celebre e monumentale Tempio Vaticano (1694), un compendio illustrato della storia della basilica di San Pietro in Vaticano in cui era compreso il progetto per il terzo braccio a chiusura della piazza berniniana e per l'abbattimento dell'asse di case che costituiva la "spina" del quartiere medievale di Borgo per aprire un vasto viale di accesso alla basilica, antesignano dell'attuale, moderna Via della Conciliazione.
Vanno riconosciute a Carlo Fontana anche indubbie qualità didattiche: nella sua bottega si formarono alcuni tra i maggiori architetti dell'intero panorama del XVIII secolo, sia italiani sia europei, come Alessandro Specchi, Nicola Michetti, Giovanni Battista Vaccarini, Giovanni Ruggeri, Carlo Buratti,  Francesco Antonio Magi, James Gibbs, Johann Bernhard Fischer von Erlach, Johann Lucas von Hildebrandt, Matthäus Daniel Pöppelmann e soprattutto Filippo Juvarra. Fu anche principe dell'Accademia di San Luca.

## Opere

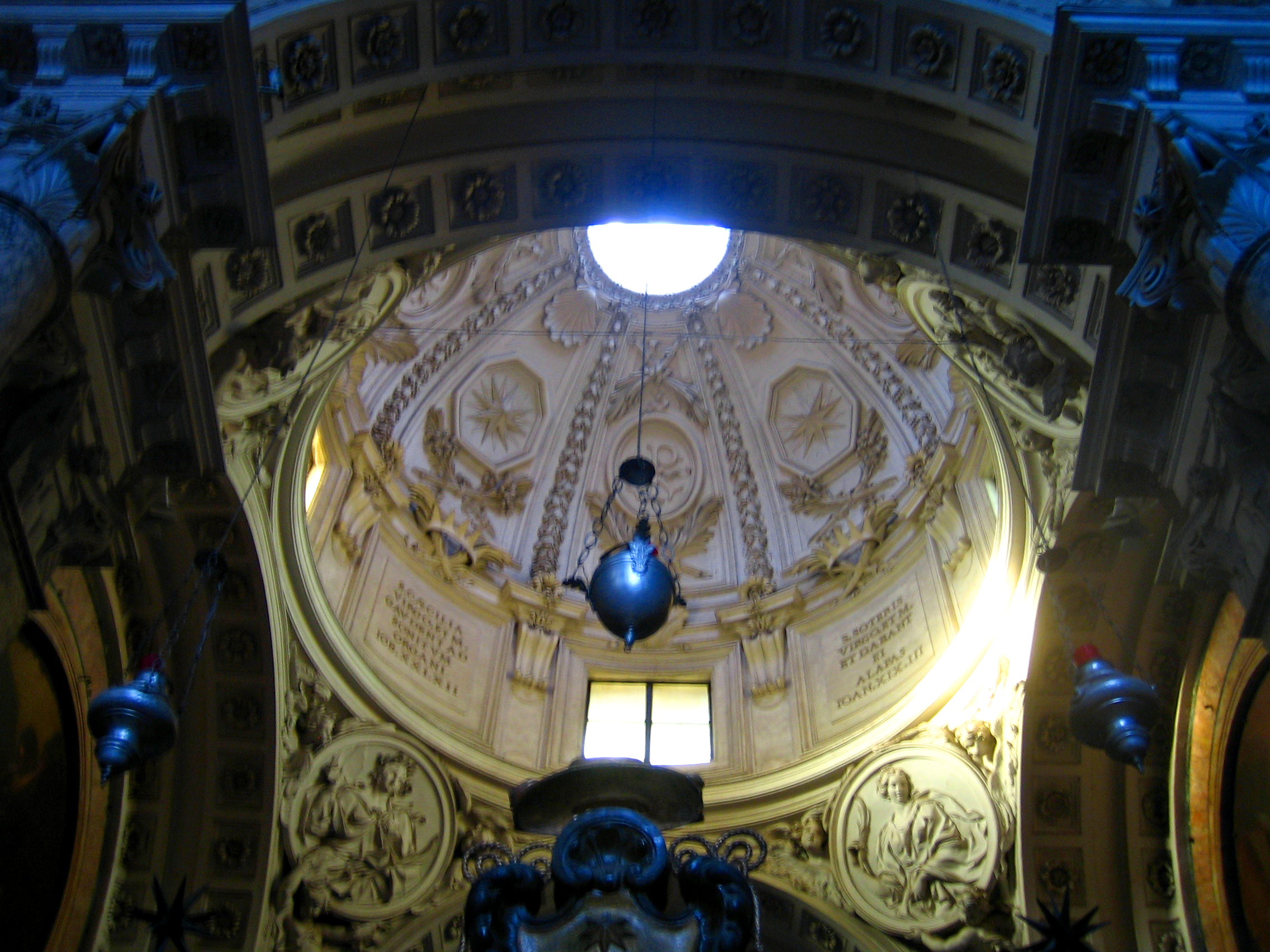
Cupola della Cappella Albani in San Sebastiano

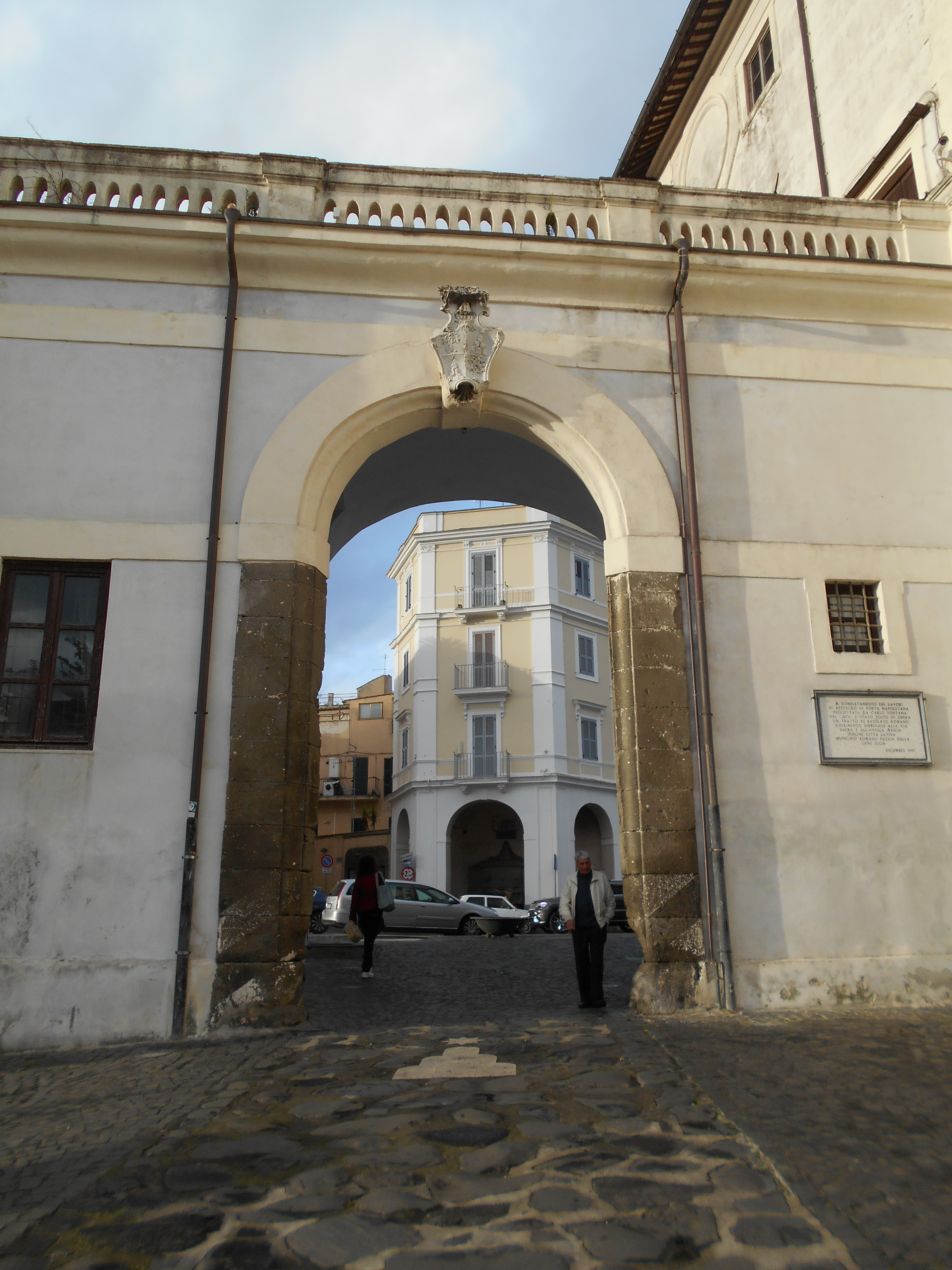
Porta Napoletana ad Ariccia

Le sue principali realizzazioni nella città di Roma sono le seguenti:
- Palazzo Montecitorio (attuale sede della Camera dei deputati): già palazzo Ludovisi, commissionato a Gian Lorenzo Bernini per la famiglia di Papa Innocenzo X, poi completato con alcune modifiche dal Fontana sotto il pontificato di Papa Innocenzo XII (1691-1700). Esiste un suo piccolo volume dal titolo Monte Citatorio, corredato da varie tavole, stampato nel 1694 dalla stamperia Buagni.
- Chiesa di Santa Rita da Cascia in Campitelli (1655).
- Palazzo Massimo di Rignano in piazza d'Aracoeli.
- Cappella Ginetti in Sant'Andrea della Valle (1671).
- Lavori alla Cappella Sistina in Santa Maria Maggiore (1671).
- Fontana di sinistra in Piazza San Pietro (1675).
- Fontana degli Scogli a Lanuvio (1675).
- Chiesa di Santa Maria dei Miracoli, in collaborazione con Gian Lorenzo Bernini (1662-1679).
- Chiesa di San Marcello al Corso, con la particolare facciata leggermente incavata (1682-1683).
- Cupola della Cappella Cybo in Santa Maria del Popolo (1683-1687).
- Fonte battesimale della basilica di San Pietro (1692-1698).
- La Casa correzionale dell'ospizio di San Michele a Ripa Grande 1701-1703, con Andrea Pozzo, e Santa Maria del Buon Viaggio.[4]
- Tomba della regina Cristina di Svezia in San Pietro (1702).
- Basilica dei Santi XII Apostoli (1702-1708).
- Fontana in Piazza di Santa Maria in Trastevere, tra le più antiche di Roma, rifatta dal Fontana.
- Cappella Albani nella Basilica di San Sebastiano fuori le mura (1705).
- Biblioteca Casanatense (1708).
- Tomba dei Papi Clemente XI e Innocenzo XII in San Pietro.
- Progetto non realizzato per una grande chiesa a pianta centrale cupolata, dedicata ai Ss. Martiri, da costruire all'interno del Colosseo.

Operò anche al di fuori di Roma, sono frutto di questa attività la Cattedrale di Montefiascone, per la quale progettò ed eseguì la cupola; va poi ricordato anche il monastero dei Gesuiti nella città di Loyola, in Spagna, precisamente nel villaggio natale di Sant'Ignazio fondatore della Compagnia di Gesù, un grandioso edificio barocco formato da una basilica centrale sormontata da una cupola e due ali che ricordano la struttura dell'Escorial (1681-1738). Pare inoltre che abbia partecipato, con altri famosi architetti dell'epoca, alla stesura definitiva del progetto del Palazzo Nazionale di Mafra.

## Scritti

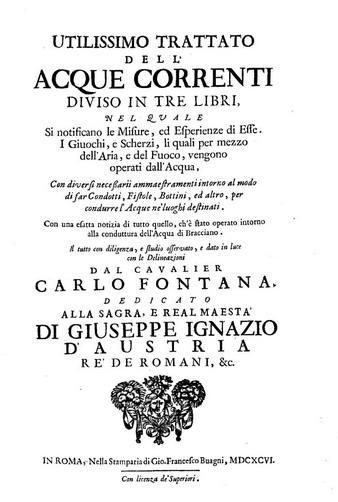
Utilissimo trattato dell'acque correnti (1696)

- Carlo Fontana, Utilissimo trattato dell'acque correnti diviso in tre libri, nel quale si notificano le misure, ed esperienze di esse. I giuochi, e scherzi, li quali per mezzo dell'aria, e del fuoco, vengono operati dall'acqua ... Con una esatta notizia di tutto quello, ch'e stato operato intorno alla conduttura dell'acqua di Bracciano. Il tutto con diligenza, e studio osservato, e dato in luce con le delineazioni dal cavalier Carlo Fontana ..., In Roma, nella Stamparia di Gio. Francesco Buagni, 1696.